# 中京綜合警備保障
中京綜合警備保障株式会社（ちゅうきょうそうごうけいびほしょう、英: THE CHUKYO SOHGO SECURITY SERVICES CO.,LTD.）は、警備、セキュリティサービス会社。ALSOKの連盟会社。

## 概要
1969年、当時全国展開を始めていた綜合警備保障の社長であった村井順の助けもあり、創業者である林邦男の下、愛知県を業務の中心とする警備会社として設立された。
社会貢献活動にも力を入れている。